# Ledina Çelo
Ledina Çelo é uma cantora albanêsa. Ledina Çelo foi a representante da Albânia no Festival Eurovisão da Canção 2005, tendo ficado em 15º na final.